# Веселовский, Александр Николаевич
Алекса́ндр Никола́евич Весело́вский (4 [16] февраля 1838, Москва — 10 [23] октября 1906, Санкт-Петербург) — русский историк литературы, профессор (с 1872), заслуженный профессор (с 1895) Петербургского университета, ординарный академик Петербургской АН (с 1881). Тайный советник. Представитель миграционной школы, исследователь бродячих сюжетов. Брат литературоведа и академика Алексея Николаевича Веселовского.

## Биография и научное творчество
Родился в Москве 4 (16) февраля 1838 года в семье военного педагога Николая Алексеевича Веселовского (1810—1885); мать — Августа Фёдоровна, урождённая Лисевич.
В 1854 году с золотой медалью окончил 2-ю Московскую гимназию и поступил на историко-филологический факультет Московского университета. Занимался главным образом под руководством профессоров Ф. И. Буслаева, О. М. Бодянского и П. Н. Кудрявцева. По окончании курса (1859) около года служил гувернёром в семье русского посланника в Испании князя М. А. Голицына, побывал в Италии, Франции и Англии. В 1862 году был командирован за границу для приготовления к профессорскому званию: более года занимался в Берлине; в 1863 году изучал славистику в Праге; в Чехию и, наконец, в Италию, где пробыл несколько лет и в 1869 году напечатал свой первый большой труд — «Il paradiso degli Alberti» («Райская вилла Альберти»).
В 1870 году введение к этому роману Джованни Герарди Веселовский перевёл на русский язык и представил его исследование на соискание степени магистра в Московский университет («Вилла Альберти», новые материалы для характеристики литературного и общественного перелома в итальянской жизни XIV — XV вв., Москва, 1870). Предисловие к изданию текста, впервые разысканного Веселовским, исследование об авторе этого романа и его отношений к современным литературным течениям были признаны авторитетными учёными (Феликс Либрехт, Гаспари, Кёртинг и др.), во многих отношениях образцовыми (итальянское издание Веселовского используется на Западе вплоть до наших дней). Веселовский указал на особое значение, которое он придаёт изучению подобных памятников в связи с вопросом о так называемых переходных периодах в истории, и высказал ещё в 1870 году («Московские университетские известия», № 4) свой общий взгляд на значение итальянского Возрождения — взгляд, который поддерживался им и впоследствии в статье «Противоречия итальянского Возрождения» («Журнал Министерства народного просвещения», 1888), но в более глубокой и вдумчивой формулировке.
Из других работ А. Н. Веселовского, имеющих отношение к той же эпохе Возрождения в разных странах Европы, следует отметить ряд очерков, которые печатались преимущественно в «Вестнике Европы»: о Данте (1866), о Джордано Бруно (1871), о Франческо де Барберино и о Боккаччо («Беседа», 1872), о Рабле (1878), о Роберте Грине (1879) и другие. Со следующей своей диссертацией, на степень доктора, Веселовский вступил в другую область научных изысканий: историко-сравнительного изучения общенародных сказаний («Славянские сказания о Соломоне и Китоврасе и западные легенды о Морольфе и Мерлине», СПб., 1872), причём в отдельной статье разъяснил значение историко-сравнительного метода, поборником которого он выступил («Журнал Министерства народного просвещения», ч. CLII). Вопроса о сравнительном изучении сказочных тем, обрядовых преданий и обычаев Веселовский касался уже в одной из самых ранних своих работ (1859 г.), а впоследствии в двух итальянских статьях (о народных преданиях в поэмах Ант. Пугги, «Atteneo Italiano», 1866 г.; о мотиве «преследуемой красавицы» в разных памятниках средневековой литературы, по поводу итальянской новеллы о королевне дакийской; Пиза, 1866). В позднейшем труде автор представил обширное исследование из истории литературного общения между Востоком и Западом, проследив переходы соломоновских сказаний от памятников индийской литературы, еврейских и мусульманских легенд до позднейших отголосков их в русских духовных стихах и, на окраинах Западной Европы, в кельтских народных преданиях. Отстаивая теорию литературных заимствований (Бенфей, Дунлоп-Либрехт, Пыпин) в противовес прежней школе (Якоб Гримм и его последователи), объяснявшей сходство различных сказаний у индоевропейских народов общностью их источника в праиндоевропейском предании, Веселовский оттенил важное значение Византии в истории европейской культуры и указал на её посредническую роль между Востоком и Западом.
Впоследствии Веселовский неоднократно возвращался к предмету своей диссертации, дополняя и отчасти исправляя высказанные им раньше предположения (ср.: «Новые данные к истории соломоновских сказаний» в «Записках 2-го отделения Академии наук», 1882). Кроме указанного сюжета, им были с особой подробностью изучены циклы сказаний об Александре Великом («К вопросу об источниках сербской Александрии» — «Из истории романа и повести», 1886), «О троянских деяниях» (ibid., т. II; там же разбор повестей о Тристане, Бове и Аттиле), «О возвращающемся императоре» (откровения Мефодия и византийско-германская императорская сага) и другие в ряде очерков под общим заглавием «Опыты по истории развития христианских легенд» («Журнал Министерства народного просвещения» за 1875—1877 гг.). Исследования Веселовского по народной словесности и именно по фольклору в тесном смысле слова (сличение сходных поверий, преданий и обрядов у разных народов) рассеяны в различных его трудах о памятниках древней письменности и в его отчётах о новых книгах и журналах по этнографии, народоведению и т. п., отчётах, которые печатались преимущественно в «Журнале Министерства народного просвещения».
Веселовский неоднократно обращался и к рассмотрению вопросов по теории словесности, избирая предметом своих чтений в университете в течение нескольких лет «Теорию поэтических родов в их историческом развитии». В печати до сих пор появились лишь немногие статьи, имеющие отношение к намеченной задаче. Отметим по вопросу о происхождении лирической поэзии рецензию Веселовского на «Материалы и исследования П. П. Чубинского» (см. «Отчет о 22-м присуждении наград графа Уварова», 1880); далее — статью: «История или теория романа?» («Записки 2-го отделения Академии наук», 1886). Рассмотрению различных теорий о происхождении народного эпоса (ср. «Заметки и сомнения о сравнительном изучении средневекового эпоса», «Журнал Министерства народного просвещения», 1868) посвящён целый ряд исследований, причём общие взгляды автора изложены в разных статьях его по поводу новых книг: «Сравнительная мифология и её метод», по поводу труда де Губернатиса («Вестник Европы», 1873 год); «Новая книга о мифологии», по поводу диссертации Л. Ф. Воеводского (ibid., 1882); «Новые исследования о французском эпосе» («Журнал Министерства народного просвещения», 1885). Хотя Веселовский поставил изучение народного эпоса на почву сравнительного рассмотрения материала устных и книжных преданий в разных литературах, но главным объектом своих исследований он избрал русский народный эпос (см. «Южно-русские былины» в «Записках 2-го отделения Академии наук», 1881—1885 гг., и ряд небольших статей в «Журнале Министерства народного просвещения»), а с другой стороны, предпринял серию «Разысканий в области русских духовных стихов» («Записки 2-го отделения Академии наук», с 1879 г.), продолжающих выходить отдельными выпусками поныне, почти ежегодно; содержание этих «разысканий» весьма разнообразно, и зачастую мотивы духовной народной поэзии служат лишь поводом для самостоятельных экскурсов в различные области литературы и народной жизни (например, экскурс о скоморохах и шпильманах в IV выпуске), а в приложениях напечатаны впервые многие тексты древней письменности на разных языках. Веселовский проявил редкие способности к языкам и, не будучи лингвистом в тесном смысле слова, усвоил большинство неоевропейских (средневековых и новейших) языков, широко пользуясь этим преимуществом для своих историко-сравнительных исследований. Вообще, в своих многочисленных и разнообразных трудах Веселовский выказывал замечательную эрудицию, строгость приёмов критики в разработке материалов и чуткость исследователя (по преимуществу аналитика), который, конечно, может порой ошибаться в высказываемых гипотезах, но всегда основывал свои мнения на научно возможных и вероятных соображениях и приводил в подтверждение более или менее веские факты.
Доцент кафедры всеобщей литературы Московского университета (1870—1872). Экстраординарный профессор Санкт-Петербургского университета (с 1872); ординарный профессор (с 1879); заслуженный профессор (с 1895). Профессор Высших женских курсов (с 1872).
Скончался 23 октября (5 ноября) 1906 года. Похоронен на Новодевичьем кладбище Санкт-Петербурга .

## Труды
Перечень трудов Веселовского до 1885 года, которые помещались преимущественно в разных периодических изданиях, был составлен в 1888 году: «Указатель к научным трудам А. Н. В., 1859—1885» (СПб.). Его работы (отчасти указанные выше) печатались в воронежских «Филологических записках», «Журнале Министерства народного просвещения», в «Западной Академии» и в «Archiv für Slavische Philologie». В 1891 году вышел первый том перевода Веселовского «Декамерона» Боккаччо и напечатана статья его «Учители Боккаччо» («Вестник Европы»). Характеристику трудов Веселовского по изучению народной литературы см. у А. Н. Пыпина: «История русской этнографии» (1891, т. II, 252—282); там же в приложении (423—427) помещена краткая его автобиография.

## Награды
- Константиновская медаль (1893)[8]

## Память
В Пушкинском доме установлен большой мраморный памятник Веселовскому, изготовленный скульптором В. А. Беклемишевым в 1910 г.
В октябре 2006 в Институте русской литературы РАН (Пушкинский дом) прошла конференция к 100-летию со дня смерти учёного.

## Издания
- Веселовский А. Н. Собрание сочинений. — Т. 1—6, 8, 16. — СПб.; М.—Л., 1908—1938 (не завершено).
- Веселовский А. Н. Избранные статьи. — Л., 1939.
- Веселовский А. Н. Историческая поэтика / Ред., вступ. ст. и прим. В. М. Жирмунского. — Л.: Гослитиздат, 1940.
- Веселовский А. Н. Историческая поэтика. — М.: Высшая школа, 1989. — 408 с. — (Классика литературной науки). — 12 000 экз. — ISBN 5-06-000256-X.
- Поэтика сюжетов
- Веселовский А. Мерлин и Соломон : Славянские сказания о Соломоне и Китоврасе и западные легенды о Морольфе и Мерлине / сост., подгот. Текста и коммент. К. Королева. – М. : ЭКСМО-Пресс ; СПб : Terra Fantastica, 2001. – 864 с.  - (Серия "Антология мысли").  - ISBN 5-7921-0436-0 (TF), ISBN 5-04-008187-1 (ЭКСМО-Пресс).

### Список произведений

#### Книги
- Вилла Альберти. Новые материалы для характеристики литературного и общественного перелома в итальянской жизни XIV-XV столетия. — М.: Синодальная типография, 1870. — 399 с.
- Славянские сказания о Соломоне и Китоврасе и западные легенды о Морольфе и Мерлине. — СПб.: Тип. В. Демакова, 1872. — 373 с.
  - 2-е изд.: Собрание сочинений Александра Николаевича Веселовского. Серия III. Роман и повесть. Том первый, вып. 1 (стр. 1-416). Славянские сказания о Соломоне и Китоврасе и западные легенды о Морольфе и Мерлине. — Петроград: Двенадцатая государственная типография, 1921. — Т. 8. — 416 с.
- Из истории романа и повести: В 2 выпусках. — СПб.: Тип. Имп. Академии наук, 1886-1888.
  - Выпуск первый. Греко-византийский период. — 1886. — 511, 80 с.
  - Выпуск второй. Славяно-романский отдел. — 1888. — 361, 262 с.
- Новые данные для истории романа об Александре. — СПб.: Тип. Имп. Академии наук, 1892. — 168 с.
- Боккаччьо, его среда и сверстники: В 2 томах. — СПб.: Тип. Имп. Академии наук, 1893-1894.
  - Том первый. — 1893. — 545 с.
  - Том второй. — 1894. — 679 с.
- Из истории древних германских и славянских передвижений / Акад. А. Н. Веселовский. — Санкт-Петербург: тип. Имп. Акад. Наук, 1900. — [2], 35 с.
- Из истории развития личности: Женщина и старин. теории любви: [Из поэтики розы] / Акад. Александр Веселовский. — Санкт-Петербург: тип. А. С. Суворина, 1912. — 96 с.
- В. А. Жуковский. Поэзия чувства и «сердечного воображения»: с приложением шести фототипий / академик А. Н. Веселовский; Книгоиздательство: «Жизнь и знание». — Петроград: Тип. «Научное дело», 1918. — XIII, [3], 550 с.

#### Статьи
- Сравнительная мифология и её метод // Вестник Европы : журнал. — 1873. — № 10. — С. 637—680.
- Лорренские сказки // Журнал Министерства народного просвещения. — 1887 (апрель). — С. 285—303.
- Русские и вильтины в саге о Тидрике Бернском (Веронском) // Известия ОРЯС Императорской Академии наук : журнал. — 1906. — Т. XI. — С. 1—190.
- Перевод «Прорицания вёльвы»: Вещание Вёльвы (Vǫluspá) и новейшая экзегеза. — Сборник Отделения русского языка и словесности Императорской академии наук. — СПб.: Тип. Имп. Акад. наук, 1891. — Т. 53 [№ 3-6 (1891), № 1-2, 7-8 (1892)]. —  Разысканія въ области русскаго духовнаго стиха. XXVIII—XXIV. Академика А. Н. Веселовскаго. — Выпуск шестой. — С. 12—18.

#### Собрание сочинений
- Серия I. Поэтика. Том первый (1870—1899). — СПб.: Тип. Имп. Академии наук, 1913. — Т. 1. — 630 с.
- Серия I. Поэтика. Том второй. Вып. 1 (1897—1909). — СПб.: Тип. Имп. Академии наук, 1913. — Т. 2. — 159 с.
- Серия II. Италия и Возрождение. Том первый (1870—1899). — СПб.: Тип. Имп. Академии наук, 1908. — Т. 3. — 591 с.
- Серия II. Италия и Возрождение. Том второй. Вып. 1 (1871—1905). — СПб.: Тип. Имп. Академии наук, 1909. — Т. 4. — 611 с.
- Серия II. Италия и Возрождение. Том второй. Вып. 2 (1861-1876). — СПб.: Тип. Имп. Академии наук, 1909. — Т. 4. — 336 с.
- Серия II. Италия и Возрождение. Том третий (1893). Боккаччьо, его среда и сверстники. Том первый. — Петроград: Тип. Имп. Академии наук, 1915. — Т. 5. — 668 с.
- Серия III. Роман и повесть. Том первый, вып. 1 (стр. 1-416). Славянские сказания о Соломоне и Китоврасе и западные легенды о Морольфе и Мерлине. — Петроград: Двенадцатая государственная типография, 1921. — Т. 8. — 416 с.
- Серия III. Роман и повесть. Том первый, вып. 2 (стр. 417-606). — Л.: Изд-во Академии наук СССР, 1930. — Т. 8. — 190 с.
- Разыскания в области русского духовного стиха. — СПб.: Тип. Имп. Академии наук, 1879-1883.